# Губка Боб: Життя на суші
«Губка Боб: Життя на суші» (англ. The SpongeBob Movie: Sponge Out of Water) — американський 3D комп'ютерно-анімаційний/ігровий пригодницько-комедійний фільм, знятий Полом Тіббітом за мотивами телесеріалу «Губка Боб Квадратні Штани». В український широкий прокат стрічка вийшла 5 лютого 2015 року.

## У ролях
- Том Кенні — Губка Боб Квадратні Штани
- Пан Лоуренс — Планктон
- Білл Фегербаккі — Патрік
- Кленсі Браун — Юджин Крабс
- Роджер Бампесс — Сквідвард
- Джилл Таллі — Карен
- Антоніо Бандерас — Масна Борода
- Керолін Лоуренс — Сенді Чікс
- Метт Беррі — Добряк (дельфін)
- Ді Бредлі Бейкер — Ведучий новин (Перчик Перґінс)

## Українське дублювання
Фільм дубльовано українською у 2015 році на студії Le Doyen на замовлення компанії B&H.
Ролі дублювали
- Євген Локтіонов — Губка Боб Квадратні Штани
- Андрій Альохін — Планктон
- Сергій Солопай — Патрік
- Сергій Озіряний — містер Крабс
- Дмитро Вікулов — Сквідвард
- Олена Узлюк — Карен
- Андрій Самінін — Масна Борода
- Олена Борозенець — Сенді Чікс
- Андрій Твердак — Добряк (дельфін)
- Чайки: Руслан Сенічкін, Людмила Барбір, Марина Леончук, Анатолій Анатоліч, Олексій Череватенко, Павло Скороходько
- Юрій Ребрик — Ведучий новин (Перч Перґінс)
- А також: Володимир Канівець, Ірина Дорошенко, Катерина Башкіна-Зленко, Дмитро Бузинський, Галина Дубок, Катерина Качан, Максим Запісочний, Іван Марченко, Олександр Погребняк, Ганна Соболєва, Вікторія Хмельницька, В'ячеслав Дудко, Юрій Сосков, Віктор Григорьєв, Арсен Шавлюк та інші.

Творча команда
- Режисер дубляжу — Анна Пащенко
- Перекладач тексту — Сергій Ковальчук
- Звукорежисери — Олена Лапіна, Олег Кульчицький
- Координатор — Аліна Гаєвська

## Визнання
| Нагороди та номінації фільму «Губка Боб: Життя на суші» | Нагороди та номінації фільму «Губка Боб: Життя на суші» | Нагороди та номінації фільму «Губка Боб: Життя на суші» | Нагороди та номінації фільму «Губка Боб: Життя на суші» | Нагороди та номінації фільму «Губка Боб: Життя на суші» | Нагороди та номінації фільму «Губка Боб: Життя на суші» |
| Рік                                                     | Кінопремія / Кінофестиваль                              | Категорія / Нагорода                                    | Номінант                                                | Результат                                               |                                                         |
| ------------------------------------------------------- | ------------------------------------------------------- | ------------------------------------------------------- | ------------------------------------------------------- | ------------------------------------------------------- | ------------------------------------------------------- |
| 2015                                                    | Премія «Вибір дітей Nickelodeon»                        | Найкращий анімаційний фільм                             | «Губка Боб: Життя на суші»                              | Номінація                                               |                                                         |
| 2015                                                    | Премія «Вибір дітей Nickelodeon. Мексика»               | Найулюбленіший фільм                                    | «Губка Боб: Життя на суші»                              | Номінація                                               |                                                         |
| 2015                                                    | Премія «Золотий трейлер»                                | Найінноваційніша реклама фільму                         | «Губка Боб: Життя на суші»                              | Номінація                                               |                                                         |